# Rivière Davy
Pour les articles homonymes, voir Davy.
La rivière Davy est un affluent de la rivière Harricana, coulant dans les municipalités de Trécesson, Berry, Saint-Félix-de-Dalquier et Saint-Dominique-du-Rosaire, dans la municipalité régionale de comté (MRC) de Abitibi, dans la région administrative du Abitibi-Témiscamingue, au Québec, au Canada.
La foresterie constitue la principale activité économique du secteur ; l'agriculture, en second et les activités récréotouristiques, en troisième surtout la villégiature autour du lac Davy. La surface de la rivière est habituellement gelée du début décembre à la fin d'avril, toutefois la circulation sécuritaire sur la glace se fait généralement de la mi-décembre à la fin mars.
Cette zone est surtout accessible par la route 109 (sens nord-sud), la route 399 désignée route de Saint-Gérard (sens nord-sud).

## Géographie

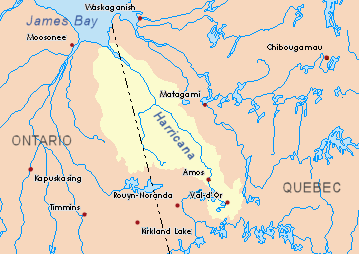
Bassin versant de la rivière Harricana.

La rivière Davy prend sa source à l'embouchure du lac Davy (longueur : 1,9 km ; altitude : 304 m) situé à 2,6 km à l'est du centre du village de Villemontel. Ce lac est alimenté du côté ouest par les ruisseaux Dufresne et Boivert, ainsi que le ruisseau Désormeaux, du côté nord.
L'embouchure du lac Davy est situé à :
- 14,9 km à l'est du pont ferroviaire du Canadien National à Amos, lequel enjambe la rivière Harricana ;
- 26,8 km au sud-est de l'embouchure de la rivière Davy (confluence avec la rivière Harricana) ;

au nord-ouest du centre du village de Saint-Nazaire-de-Berry ;
- 29,3 km au nord du lac Preissac ;
- 53,5 km à l'est du centre-ville de Macamic.

Les principaux bassins versants voisins de la rivière Davy sont :
- côté nord : rivière Berry, rivière Desboues, rivière Harricana ;
- côté est : rivière Harricana, lac Obalski ;
- côté sud : rivière Harricana, lac Beauchamp ;
- côté ouest : rivière Chicobi, lac Chicobi.

À partir de sa source, la rivière Davy coule sur environ 60 km, selon les segments suivants :
- 2,5 km vers le sud-est en traversant le lac Youville, jusqu'à couper la route 111 après l'avoir longé du côté nord ;
- 2,7 km vers l'est, jusqu'à couper la route 111 après avoir fait un crochet vers le sud ;
- 8,6 km vers le nord-est, puis le nord, jusqu'à la route du Rang du lac-à-la-Prèle Ouest ;
- 2,6 km vers le nord-ouest, jusqu'à la limite de la municipalité de Berry (Québec) ;
- 7,1 km vers le nord-est, jusqu'à la route 399 qu'elle coupe avant la courbe où la route bifurque vers l'ouest ;
- 3,2 km vers le sud-est, jusqu'à la limite de la municipalité de Saint-Félix-de-Dalquier ;
- 3,9 km vers l'est, puis le nord, jusqu'à la limite de Saint-Dominique-du-Rosaire ;
- 11,5 km vers le nord-est jusqu'à la route 109 qu'elle coupe dans le village de Saint-Dominique-du-Rosaire ;
- 7,7 km vers le nord, en formant une boucle vers le sud et une courbe vers l'est, jusqu'au chemin Hamel ;
- 6,5 km vers le nord en formant un crochet prononcé vers l'ouest, jusqu'à l'embouchure de la rivière[2].

La rivière Davy se déverse dans un coude de rivière sur la rive ouest de la rivière Harricana. À partir de là, le courant de la rivière Harricana coule généralement vers le nord-ouest, en traversant en Ontario pour se déverser sur la rive sud de la Baie James.
Cette confluence de la rivière Davy avec la rivière Harricana est située à :
- 11,6 km à l'est du centre du village de Berry ;
- 6,4 km au nord du centre du village de Saint-Dominique-du-Rosaire ;
- 66,6 km au nord-est du centre du village de Macamic ;
- 28,4 km au nord du centre-ville de Amos.

## Toponymie
Le toponyme rivière Davy a été officialisé le 5 décembre 1968 à la Commission de toponymie du Québec, soit lors de la création de cette commission.